# Vollmershain
Vollmershain – miejscowość i gmina w Niemczech, w kraju związkowym Turyngia, w powiecie Altenburger Land, wchodzi w skład wspólnoty administracyjnej Oberes Sprottental.